# Humbertiella decaryi
Humbertiella decaryi là một loài thực vật có hoa trong họ Cẩm quỳ. Loài này được (Hochr.) Dorr mô tả khoa học đầu tiên năm 1990.